# 목적어

목적어(目的語, object) 또는 대상어(對象語)는 문장을 이루는 구성 성분 가운데 하나를 가리키는 문법용어로, 타동사가 쓰인 문장에서 움직임(동작)의 대상이 되는 말이다.
행위의 직접적인 대상을 나타내는 직접목적어(주로 대격으로 표시된다)와 그 행위의 간접적인 영향을 입는 대상을 나타내는 간접목적어( 주로 여격으로 표시된다)로 분류가 가능하다. 단, 간접목적어는 인도유럽어 계열에서 주로 사용되며, 한국어에서는 간접목적어는 여격 부사어로 구분한다. 4형식 문장은 3형식 문장장으로 바꿀 수 있다.

## 한국어의 목적어
한국어에서는 타동사의 서술어와 함께 용언에 '을/를/ㄹ' 조사를 붙이는 것으로 목적어가 형성된다. 예를 들어 "철수가 공을 찼다"에서 "공을"이 목적어에 해당한다.
또한 '에게' 조사를 용언에 붙여 '간접 목적어가' 형성되나, 국문법에서는 여격의 부사어로 분류한다.

## 영어의 목적어
영어의 일반적인 문법 체계에서는 직접목적어(direct object), 간접목적어(indirect object), 전치사목적어(prepositional object)의 차이를 구분하여 분류하고 있다. 그 차이에 대해 다음과 같이 기술할 수 있다.
| 종류                                | 의미                                  | 예제                     | 예제의 뜻                                    |
| ----------------------------------- | ------------------------------------- | ------------------------ | -------------------------------------------- |
| 직접 목적어(Direct object)          | 행위의 대상이 되는 개체               | Sam fed the dogs.        | 샘은 개를 사육한다.(샘은 개에게 먹이를 주다) |
| 간접 목적어(Indirect object)        | 행위에 의해 간접으로 영향을 받는 개체 | She sent him a present.  | 그녀는 그에게 선물을 보냈다.                 |
| 전치사 목적어(Prepositional object) | 전치사의 지배를 받는 개체             | She is waiting for Lucy. | 그녀는 루시를 기다리고 있다.                 |
행위의 대상 또는 행위에 의해 간접으로 영향을 받는 기술은, 행위의 관점을 어느정도 무시한 기술에 불과하며, 관점에 따라서 대상 개체를 직접목적어 또는 간접목적어로 표현하는 것이 가능하기에, 관점은 목적어의 직간접 분류에는 도움이 별로 되지 않는다. 단, 영어에서의 한가지 규칙은, 간접 목적어가 문에서 기술되기 위해서는 직접 목적어가 있어야 한다는 점이다. 전치사 목적어는 전치사 뒤에 나타나는 명사, 대명사, 동명사를 일컫는다.

### 가목적어
한 문장에서, 부정사나 절이 동사의 목적어가 되고 그 목적어가 보어(목적격보어)를 갖는 경우에 가목적어(dummy object or preparatory object) 'it'을 동사와 보어 사이에 추가할 수 있다.
- I found it difficult to talk to you. (ㅇ)
- I found to talk to you difficult. (ㅇ)

두 번째 문장에서 to talk to you를 맨뒤로 빼면 'I found difficult to talk to you.'가 되며 found가 불완전타동사이므로 'it'을 동사(found)와 보어(difficult) 사이에 가목적어로 쓸 수 있다.

## 같이 보기
- 주어
- 서술어
- 의존 문법
- 타동사
- 자동사
- 사격 (문법)

## 참고
- Conner, J. 1968. A grammar of standard English. Boston: Houghton Mifflin Company.